# Изгубљени (4. сезона)
Четврта сезона телевизијске серије Изгубљени премијерно је емитована од 31. јануара до 29. маја 2008. у САД и Канади, и састојала се од 14 епизода. Четврта сезона наставља да прати групу од преко четрдесет људи који су се нашли на пустом острву у јужном Пацифику, након што се њихов авион срушио 90 дана пре почетка сезоне. Према речима извршних продуцената, сценариста и шоуранера серије Дејмона Линделофа и Карлтона Кјуза, постоје две главне теме у четвртој сезони: „односи преживелих са људима са брода” и „ко напушта острво и чињеница да морају да се врате”.
Четврта сезона је била хваљена због флеш-форварда, темпа и нових ликова. Ретроспективне рецензије су биле критичније према овој сезони, као и према каснијим сезонама серије Изгубљени у целини.

## Екипа
Ова сезона серије била је у продукцији студија ABC Studios, Bad Robot и Grass Skirt Productions и емитована је на каналу ABC у Сједињеним Америчким Државама. Извршни продуценти су били ко-креатор Џеј-Џеј Абрамс, ко-креатор Дејмон Линделоф, Брајан Берк, Џек Бендер и Карлтон Кјуз. Сценаристи су били Линделоф, Кјуз, ко-извршни продуценти Едвард Китсис и Адам Хоровиц, Дру Годард, продуценткиња-супервизорка Елизабет Сарноф, уредница приче Кристина М. Ким и извршни уредник приче Брајан К. Вон. Редитељи епизода били су Бендер, продуцент Стивен Вилијамс, Ерик Ланевил, Стивен Семел и Пол Едвардс. Линделоф и Кјуз били су шоуранери.

## Улоге
- Навин Ендруз као Сајид Џара, бивши припадник Ирачке републиканске гарде.
- Хенри Ијан Кјузик као Дезмонд Хјум, човек који је три године живео на острву и развио способност путовања кроз време, иако оне нису под његовом контролом.
- Џереми Дејвис као Данијел Фарадеј, социјално неспретан физичар са брода.
- Емили де Равин као Клер Литлтон, млада мајка.
- Мајкл Емерсон као Бен Лајнус, манипулативни вођа Других.
- Метју Фокс као др Џек Шепард, вођа групе.
- Хорхе Гарсија као Хјуго „Херли” Рејес, ментално нестабилни милионер лоше среће.
- Џош Холовеј као Џејмс „Сојер” Форд, ситни преварант.
- Данијел Де Ким као Џин-Су Квон, Санин супруг који слабо прича енглески.
- Јунџин Ким као Сан-Хва Квон, Џинова трудна супруга.
- Кен Ланг као Мајлс Стром, арогантни медијум са брода.
- Еванџелин Лили као Кејт Остин, бегунац од закона.
- Ребека Мејдер као Шарлот Луис, антрополошкиња са брода.
- Елизабет Мичел као Џулијан Берк, специјалисткиња за лечење неплодности, бивша припадница Других.
- Тери О’Квин као Џон Лок, човек дубоко повезан са острвом.
- Харолд Перино као Мајкл Досон, преживели са лета 815 који се враћа на броду као Бенов агент, запослен као радник на палуби, након што је побегао са острва у другој сезони.

У улогама су се нашли и бројни споредни и гостујући ликови, међу којима су били: Доминик Монахан као Чарли Пејс, Л. Скот Калдвел као Роуз Хендерсон, Мира Фурлан као Данијела Русо, Сем Андерсон као Бернард Надлер, Ентони Азизи као Омар, М. К. Гејни као Том Френдли, Танија Рејмонд као Алекс, Џон Тери као Кристијан Шепард, Франсоа Чау као службеник Дарма Иницијативе, Блејк Башоф као Карл, Зои Бел као Реџина, Нестор Карбонел као Ричард Алперт, Грант Боулер као Голт, Марша Томасон као Наоми Дорит, Соња Волгер као Пени Видмор, Алан Дејл као Чарлс Видмор, Кевин Дјуранд као Мартин Кими, Џеф Фејхи као Френк Лапидус, Малколм Дејвид Кели као Волт Лојд, Ленс Редик као Метју Абадон, Фишер Стивенс као Џорџ Минковски, Марк Ван као Реј и Синтија Вотрос као Либи.

## Епизоде
Колона „Истакнути лик(ови)” се односи на лик(ове) чија је прича представљена у флешбековима или флеш-форвардима у тој епизоди.
| Бр. еп. (укупно) | Бр. еп. (у сезони) | Наслов                              | Редитељ         | Сценариста                        | Истакнути лик(ови)            | Премијера         | Гледаност у САД (милиони) |
| --- | ------------------ | ----------------------------------- | --------------- | --------------------------------- | ----------------------------- | ----------------- | ------------------------- |
| 73 | 1                  | Почетак краја                       | Џек Бендер      | Дејмон Линделоф и Карлтон Кјуз    | Херли                         | 31. јануар 2008.  | 16,07                     |
| Када сазнају да Пени није послала брод, преживели са лета 815 се деле у две групе које предводе Џек и Лок. У међувремену, Херли и Клер се суочавају са вестима о Чарлијевој смрти. У флеш-форвард сценама открива се да је Херли један од „Океаник шесторке” — групе од шесторо преживелих, која укључује и Џека и Кејт, који су побегли са острва након пада авиона на лету 815. |                    |                                     |                 |                                   |                               |                   |                           |
| 74 | 2                  | Дефинитивно мртви                   | Стивен Вилијамс | Дру Годард и Брајан К. Вон        | Фарадеј, Шарлот, Мајлс, Френк | 7. фебруар 2008.  | 15,06                     |
| Научни тим са брода стиже на острво хеликоптером којим управља Френк Лапидус. Један флешбек за сваког члана посаде брода открива њихове животне приче. Завршни флешбек епизоде фокусира се на покојну Наоми, која се састаје са Метјуом Абадоном како би разговарали о научном тиму и пилоту мисије. Тим чине Данијел Фарадеј, физичар; Мајлс Стром, медијум; и Шарлот Луис, антрополошкиња. |                    |                                     |                 |                                   |                               |                   |                           |
| 75 | 3                  | Економиста                          | Џек Бендер      | Едвард Китсис и Адам Хоровиц      | Сајид                         | 14. фебруар 2008. | 13,62                     |
| Сајид склапа договор са Френком да напусти острво у замену за ослобађање Шарлот. Сајид испуњава свој део договора, али у замену за Шарлот предаје Мајлса Локу. Френк, Сајид и Дезмонд хеликоптером напуштају острво и одлазе на брод. У флеш-форвард сценама, Сајид ради као убица за Бена. |                    |                                     |                 |                                   |                               |                   |                           |
| 76 | 4                  | Јајоград                            | Стивен Вилијамс | Елизабет Сарноф и Грегори Нејшонс | Кејт                          | 21. фебруар 2008. | 13,53                     |
| Кејт покушава да дође до информација које има Мајлс, што доводи до њеног протеривања из Локове групе. У флеш-форвард сценама, Кејт се појављује на суду због бројних злочина из прошлости. |                    |                                     |                 |                                   |                               |                   |                           |
| 77 | 5                  | Константа                           | Џек Бендер      | Карлтон Кјуз и Дејмон Линделоф    | Дезмонд                       | 28. фебруар 2008. | 12,85                     |
| По доласку на брод, Дезмонд губи сећање на догађаје који су се одиграли након 1996. године и свест му се пребацује кроз време између 2004. и 1996. године. У 1996. години проналази Данијела, који му објашњава да мора пронаћи нешто или некога познатог у оба времена како би зауставио своја опасна путовања кроз време. У 1996. проналази Пени, а 2004. успева да је контактира. |                    |                                     |                 |                                   |                               |                   |                           |
| 78 | 6                  | Друга жена                          | Ерик Ланевил    | Дру Годард и Кристина М. Ким      | Џулијет                       | 6. март 2008.     | 12,90                     |
| Џулијет и Џек јуре Данијела и Шарлот, након што су они неочекивано отишли до Дармине електричне станице, где неутралишу смртоносни гас. У међувремену, Бен, који се налази у заточеништву код Лока, говори Локу о Чарлсу Видмору. Флешбекови приказују односе Џулијет са Беном, њеним љубавником Гудвином и његовом супругом Харпер. |                    |                                     |                 |                                   |                               |                   |                           |
| 79 | 7                  | Џи Јон                              | Стивен Семел    | Едвард Китсис и Адам Хоровиц      | Сан и Џин                     | 13. март 2008.    | 11,87                     |
| Када Џин и Сан одлуче да се придруже Локовој групи, Џулијет открива Џину о Санином афери како би је спречила да оде. На броду, Дезмонд и Сајид упознају Голта, који им даје више информација о лажној олупини авиона са лета 815 коју је раније споменула Наоми. Флешбекови приказују Џина који покушава да стигне на порођај, док флеш-форвард сцене показују Сан на порођају. |                    |                                     |                 |                                   |                               |                   |                           |
| 80 | 8                  | Упознајте Кевина Џонсона            | Стивен Вилијамс | Елизабет Сарноф и Брајан К. Вон   | Мајкл                         | 20. март 2008.    | 11,28                     |
| Сајид и Дезмонд се суочавају са Беновим шпијуном на броду: Мајклом. Флешбекови показују како је Мајкл доспео из Њујорка на брод, укључујући његове покушаје самоубиства и договор са Другима. Бен шаље Алекс, у пратњи Карла и Русоове, до „Храма” на острву где ће, наводно, бити безбедни, али су нападнути на путу до тамо, при чему су Карл и Русоова убијени. |                    |                                     |                 |                                   |                               |                   |                           |
| 81 | 9                  | Облик ствари које ће доћи           | Џек Бендер      | Брајан К. Вон и Дру Годард        | Бен                           | 24. април 2008.   | 12,33                     |
| Тим плаћеника са брода напада Локову групу у баракама. Вођа тима, Кими, узима Алекс као таоца и на крају је убија. У флеш-форвард сценама, Бен ангажује Сајида као свог убицу и суочава се са Видмором. |                    |                                     |                 |                                   |                               |                   |                           |
| 82 | 10                 | Нешто лепо код куће                 | Стивен Вилијамс | Едвард Китсис и Адам Хоровиц      | Џек                           | 1. мај 2008.      | 11,14                     |
| Сојер, Мајлс и Клер крећу из барака према кампу на плажи, али Клер нестаје током ноћи са својим покојним оцем. У међувремену, Џек добија запаљење слепог црева, а преживели сарађују како би га спасили. У флеш-форвард сценама, Џеков живот почиње да се распада како он почиње да узима пилуле, а његов однос са Кејт постаје напет. |                    |                                     |                 |                                   |                               |                   |                           |
| 83 | 11                 | Страх од кабине                     | Пол Едвардс     | Елизабет Сарноф и Кајл Пенингтон  | Лок                           | 8. мај 2008.      | 11,28                     |
| Лок, Бен и Херли крећу на пут до Џејкобове колибе, где Лок сазнаје да морају да преместе острво. Након повратка на брод, плаћеници покрећу побуну. У флешбековима, открива се да је Лока током живота више пута посетио Ричард Алперт. |                    |                                     |                 |                                   |                               |                   |                           |
| 84 | 12                 | Нигде није лепше него кући (1. део) | Стивен Вилијамс | Дејмон Линделоф и Карлтон Кјуз    | Џек, Херли, Сајид, Сан, Кејт  | 15. мај 2008.     | 11,40                     |
| Шест преживелих је одведено на брод, на коме су откривене експлозивне направе. У међувремену, Бен се предаје плаћеницима, а Кејт и Сајид сусрећу Друге у шуми. У флеш-форвард сценама, приказују се први поступци Океаник шесторке након повратка кући. |                    |                                     |                 |                                   |                               |                   |                           |
| 85 | 13                 | Нигде није лепше него кући (2. део) | Џек Бендер      | Карлтон Кјуз и Дејмон Линделоф    | Џек, Херли, Сајид, Сан, Кејт  | 29. мај 2008.     | 12,20                     |
| Џек и Сојер налазе Херлија, а Лок тражи од Џека да или остане на острву или да лаже ако га напусти како би га заштитио. У међувремену, Кејт, Сајид и Други спасавају Бена од Кимија, убијајући његове људе, али Кими успева да побегне. Бен пристаје да дозволи Кејт и Сајиду да оду до хеликоптера, где се налазе са Џеком, Сојером и Херлијем, и лете на брод са Френком. Мајкл, Дезмонд и Џин покушавају да неутралишу бомбу на броду. |                    |                                     |                 |                                   |                               |                   |                           |
| 86 | 14                 | Нигде није лепше него кући (3. део) | Џек Бендер      | Карлтон Кјуз и Дејмон Линделоф    | Џек, Херли, Сајид, Сан, Кејт  | 29. мај 2008.     | 12,20                     |
| Кими стиже до станице Орхидеја, где говори Бену да ће, ако умре, брод експлодирати, али разјарени Бен га убија, активирајући бомбу на броду. Затим Бен изазива експлозију у Орхидеји и отвара приступ охлађеном простору где врти точак, премештајући острво. Осморо преживелих из хеликоптера проналази Пенин брод и спасава их. У флеш-форвард сценама, Џек покушава да убеди Кејт да се врати на острво како би спасили преживеле. Волт посећује Херлија у менталној болници, а касније Сајид моли Херлија да напусти болницу и оде са њим на сигурније место. Сан се састаје са Видмором у Лондону. На крају, Џек се састаје са Беном у погребној кући где се на крају открива идентитет леша у ковчегу. |                    |                                     |                 |                                   |                               |                   |                           |